# بحيرة براونستيفير
بحيرة براونستيفير هي بحيرة جليدية تقع على بعد 0.5 ميل بحري (1 كم) على بعد ميل بحري واحد (2 كم) إلى الغرب من الجزء المركزي من بحيرة زفيزدا في تلال فيستفولد في برينسس إليزابيث لاند في أنتاركتيكا.